# Hinrich Romeike
Hinrich Romeike (ur. 26 maja 1963 w Rendsburgu) – niemiecki jeździec sportowy, dwukrotny złoty medalista olimpijski z Pekinu. 
Startuje we Wszechstronnym Konkursie Konia Wierzchowego. W Pekinie odniósł największy sukces w swej karierze, zwyciężając w drużynie i indywidualnie. Brał udział w igrzyskach w Atenach, w drużynie w 2006 zdobył tytuł mistrza świata. Z zawodu jest dentystą.

## Starty olimpijskie (medale)
Pekin 2008
- WKKW - konkurs indywidualny (Marius) -  złoto
- WKKW - konkurs drużynowy (Marius) -  złoto